# Радчанська сільська рада (Тисменицький район)
| Радчанська сільська рада — колишній орган місцевого самоврядування у Тисменицькому районі Івано-Франківської області з адміністративним центром у с. Радча. Водоймища на території, підпорядкованій даній раді: річка Похівчанка. Сільській раді підпорядковані населені пункти: - с. Радча |

## Склад ради
Рада складається з 22 депутатів та голови.

### Керівний склад ради
| ПІБ                      | Основні відомості                                            | Дата обрання | Дата звільнення |
| ------------------------ | ------------------------------------------------------------ | ------------ | --------------- |
| Нагірна Ольга Михайлівна | Сільський голова, 1958 року народження, освіта, позапартійна | 26.03.2006   | 31.10.2010      |

Примітка: таблиця складена за даними джерела